# SO-52A
ドコモスマートフォン Xpeia5II SO-52A (エクスペリアファイブマークツー エスオーゴーニーエー) とは、ソニーモバイルコミュニケーションズが開発し、2020年11月12日にドコモが発売したスマートフォンである。